# Ecoteaux
Ecoteaux (toponimo francese) è una frazione di 356 abitanti del comune svizzero di Oron, nel Canton Vaud (distretto di Lavaux-Oron).

## Storia

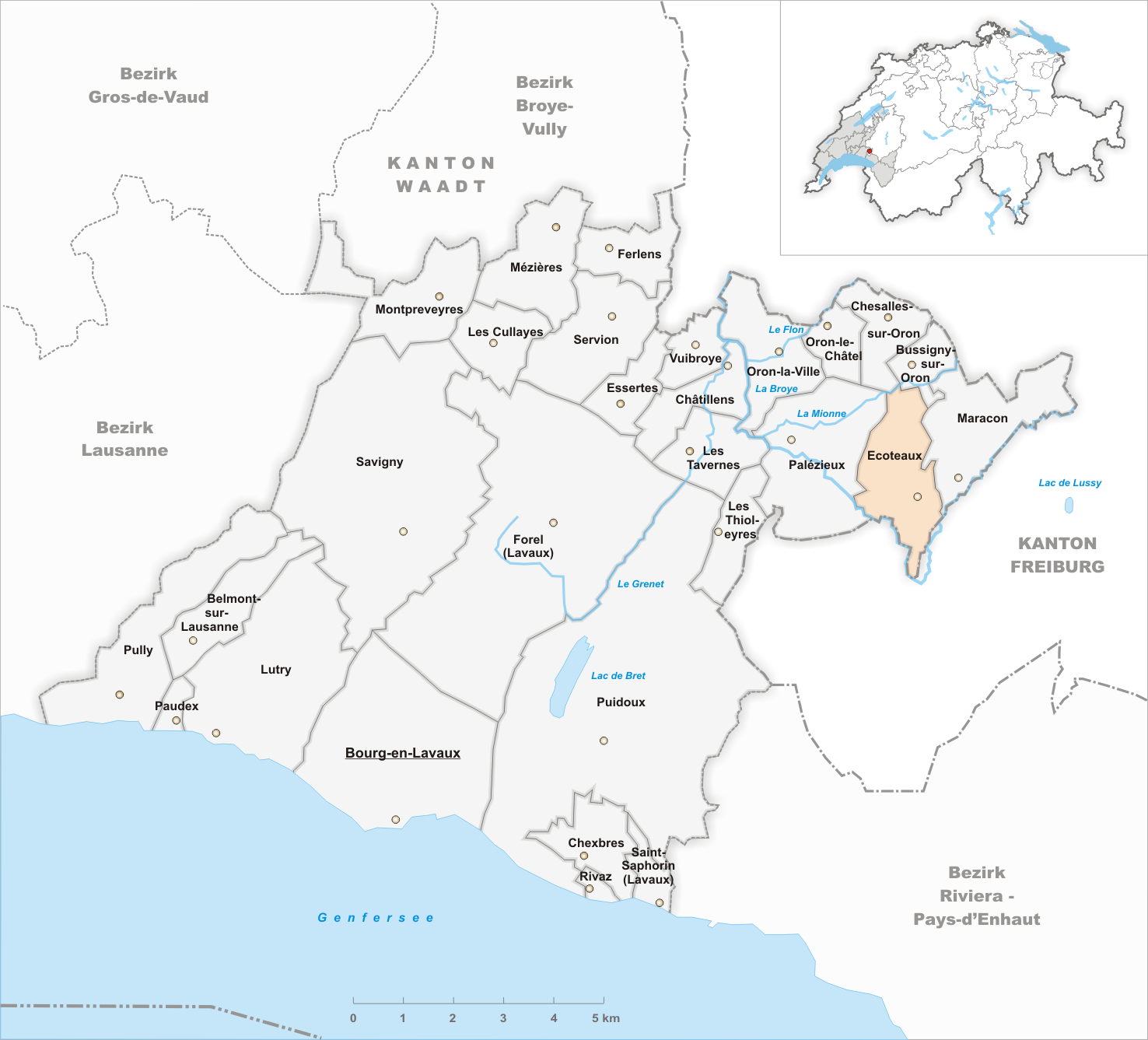
Il territorio del comune di Ecoteaux prima degli accorpamenti comunali del 2012

Già comune autonomo, dal suo territorio nel 1872 fu scorporata la località di Le Very, divenuta frazione del comune di Maracon. Il residuo comune di Ecoteaux, che si estendeva per 3,55 km², nel 2012 è stato accorpato agli altri comuni soppressi di Bussigny-sur-Oron, Châtillens, Chesalles-sur-Oron, Oron-la-Ville, Oron-le-Châtel, Palézieux, Les Tavernes, Les Thioleyres e Vuibroye per formare il nuovo comune di Oron.

## Società

### Evoluzione demografica
L'evoluzione demografica è riportata nella seguente tabella:
Abitanti censiti

## Amministrazione
Ogni famiglia originaria del luogo fa parte del cosiddetto comune patriziale e ha la responsabilità della manutenzione di ogni bene ricadente all'interno dei confini della frazione.